# Synodontis contractus
Synodontis contractus är en fiskart som beskrevs av Decio Vinciguerra 1928. Synodontis contracta ingår i släktet Synodontis och familjen Mochokidae. IUCN kategoriserar arten globalt som livskraftig. Inga underarter finns listade i Catalogue of Life.